# Irina Iwanowna Poplawskaja
Irina Iwanowna Poplawskaja (russisch Ирина Ивановна Поплавская; * 8. Dezember 1924 in Moskau; † 28. Mai 2012 ebenda) war eine sowjetische bzw. russische Schauspielerin, Filmregisseurin, Drehbuchautorin, Hochschullehrerin und Schriftstellerin.

## Leben
Poplawskaja besuchte in Moskau die Gnessin-Musikschule (1938–1941) und dann die Schauspieler-Abteilung des Theaterstudios am Komsomol-Theater (Abschluss 1946). Darauf studierte sie am Staatlichen Institut für Theaterkunst (GITIS) in der Regie-Fakultät (Abschluss 1954) und in den Höheren Regisseur-Kursen des Mosfilm-Filmstudios (Abschluss 1960).
Seit der Mitte der 1940er Jahre war Poplawskaja Schauspielerin des Moskauer Dramen- und Komödien-Theaters und dann Regisseurin am Theater und im Hörfunk. Ab 1956 war sie ständige Regisseurin des Mosfilm-Filmstudios.
Poplawskajas erster Film war 1960 Drei Erzählungen Tschechows (Wanka, Anjuta, Mest (Rache)) zusammen mit Eduard Botscharow und Meri Andschaparidse. Bei dem nächsten Spielfilm Doroga k morju (Straße zum Meer) 1965 war sie die alleinige Regisseurin. Ihr Film Dschamila nach der gleichnamigen Novelle Tschingis Aitmatows kam 1969 in die Kinos der UdSSR und 1970 in die Kinos der DDR. Weitere Filme folgten bis 1990.
Poplawskaja lehrte in Moskau an der 1992 gegründeten Staatlichen Akademie für Slawische Kultur und leitete ab 1994 den Lehrstuhl für Film und Theater. Sie wurde 2001 künstlerische Leiterin des christlichen Theaterstudios Swetscha (Kerze). Sie veröffentlichte bekenntnishafte Bücher über ihr Regisseurleben und ihre erlebte Existenz.
Poplawskaja starb am 28. Mai 2012 in Moskau und wurde auf dem Wagankowoer Friedhof begraben.

## Ehrungen, Preise
- Golden Gate Award des San Francisco International Film Festivals (1960)[2]
- Preise auf weiteren Internationalen Filmfestivals
- Ehrenzeichen der Sowjetunion (1971)[2]
- Verdiente Künstlerin der RSFSR (1987)[6]
- Verdiente Künstlerin Kirgisistans (2003)[7]
- Volkskünstlerin der Russischen Föderation (2006)[8]